# Простір (телесеріал, сезон 6)
24 листопада 2020 року серіал був поновлений на шостий, останній сезон, що стартував 10 грудня 2021 року та закінчився 14 січня 2022. Додатком до сезону на Prime Video вийшла вебсерія «Простір: Один корабель», що була номінована на премію Гільдії сценаристів США.
На Rotten Tomatoes сезон отримав 100 % балів із середньою оцінкою 8,7 з 10 на основі 32 відгуків.

## У ролях
| Актор             | Роль                    |
| ----------------- | ----------------------- |
| Стівен Стрейт     | Джим Голден             |
| Вес Четем         | Амос Бартон             |
| Домінік Тіппер    | Наомі Нагата            |
| Френкі Адамс      | Роберта "Боббі" Дрейпер |
| Кара Джі          | Каміна Дрейпер          |
| Надін Ніколь      | Клариса Мао             |
| Кеон Александер   | Марко Інарос            |
| Джасай Чкйз-Овенс | Філіп                   |
| Шогре Аґдашлу     | Крісджен Авасарала      |
| Кетлін Робертсон  | Розенфельд              |
| Анна Гопкінс      | Моніка Стюарт           |
| Джо Ваннікола     | Ніко                    |
| Тед Дікстра       | Гаррет                  |
| Стюарт Х'юз       | Лян Вокер               |
| Конрад Коутс      | адмірал Сідігі          |
| Елізабет Мітчелл  | Анна                    |
| Террі Чен         | Пракс                   |
| Кріста Бріджес    | адміралка Кіріно        |
| Лінді Грінвуд     | Елві Окойє              |

## Епізоди
| № п/п | № в сезоні | Назва                               | Режисер      | Сценарист                               | Оригінальний показ | Оригінальний показ українською | Код            | Рейтинг        |
| --- | ---------- | ----------------------------------- | ------------ | --------------------------------------- | ------------------ | ------------------------------ | -------------- | -------------- |
| 1 | 57         | «Strange Dogs» «Дивні пси»          | Брек Айснер  | Нарен Шанкар                            | 10 грудня 2021     | Буде оголошено                 | Буде оголошено | Буде визначено |
| В іншопланетному світі Лаконії молода дівчина на ім'я Кара вивчає місцеву фауну та зустрічає істот, яких вона називає «собаками». Після того, як інопланетний птах упав і отримав травму, Кара забирає її в пошуках допомоги. На Землі Авасарала і Боббі стикаються з екологічним колапсом, викликаним астероїдним бомбардуванням Вільного флоту, що триває, яке сковує земний флот, виконуючи оборонну роль. У Поясі «Росінант» виконує розвідувальну місію. Знищивши корабель Вільного Флоту, команда (Голден, Наомі, Амос та Кларисса) виявляє докази того, що корабель під назвою «Лазурний Дракон» координує удари по астероїдам. На Церері Марко повідомляє планетоїд столицею Пояса, викликаючи широку похвалу і визнання. Тим часом Філіп щосили намагається прийняти як своє місце сина свого батька, так і свою роль у вбивстві мільйонів людей на Землі. У запеклій сварці він стріляє та вбиває свого друга Йоана. В іншому місці Пояса сім'я членів екіпажу Драммер — вона, Мічіо і Хосеп — на борту «Тінана» знищує корабель мисливців, який переслідує їх, за головами Вільного флоту. При цьому вони втрачають свій другий корабель «Девалт» через помилку Мічіо. Драммер та Хосеп вирішують залишити Мічіо у безпечній гавані, поки конфлікт не закінчиться.                                |            |                                     |              |                                         |                    |                                |                |                |
| 2 | 58         | «Azure Dragon» «Лазурний дракон»    | Джефф Вулноф | Деніел Абрагам; Тай Френк               | 17 грудня 2021     | Буде оголошено                 | Буде оголошено | Буде визначено |
| На Лаконії Кара показує батькам вмираючого інопланетного птаха і дізнається, що його було вбито людською їжею, яку вона їй дала. Вона намагається подбати про дитинчат, використовуючи дрон-вертоліт, але випадково розбиває його. «Дивний собака» краде труп птаха. У Поясі «Росінант» зустрічається із тендером ООН; вони беруть на себе припаси і Боббі Дрейпер, яку Авасарала послала контролювати удар по Лазурному Дракону. Після короткої сутички «Росінант» захоплює «Дракона» та його ядро даних із зазначенням місцезнаходження всіх астероїдів, націлених на Землю. В іншому місці Пояса Драммер та її команда зустрічаються з Ляном Вокером, піратом, слабко пов'язаним із Вільним флотом, який відведе Мічіо у безпечне місце. Під час розмови Драммер та Вокер розуміють, що у них збігаються інтереси у завданні шкоди Марку, і починають разом планувати своє піратство. На каналі UNN «Зенобія» Авасарала просить Моніку Стюарт використати свої журналістські таланти, щоб викликати симпатію до Землі серед мешканців Пояса. На Церері Марко звільняє Філіпа із в'язниці. Почуваючись винним, Філіп влаштовує компенсацію родині Йоана. Марко отримує звістку про затримання «Лазурного Дракона» і готується до приходу флоту Внутрішніх на Цереру.                                       |            |                                     |              |                                         |                    |                                |                |                |
| 3 | 59         | «Force Projection» «Проєкція сили»  | Джефф Вулноф | Ден Новак                               | 24 грудня 2021     | Буде оголошено                 | Буде оголошено | Буде визначено |
| У Лаконії Кара виявляє, що дрон і пташку «лагодив» дивний собака. Повернувшись додому, вона виявляє, що її молодший брат Ксан загинув через нещасний випадок. Об'єднаний флот Землі та Марса без опору прямує на Цереру, виявивши, що вона занедбана та позбавлена ресурсів Вільним Флотом. Поки морські піхотинці UNN і MCRN координують зусилля в наданні допомоги, у доках відбувається сильний вибух. Дорогою на Цереру команда «Росінанта» обговорює свої особисті проблеми. Наомі допомагає Голдену розслідувати зникнення кораблів під час проходження кільця. На «Пеллі» Філіп картає Марка, що той покинув Цереру, оскільки вони починають втрачати підтримку серед астероїдян. Коли вони виявляють «Росінант», Марко вирішує атакувати його трьома своїми кораблями. Під час бою «Росінант» виводить із ладу два кораблі; потім Боббі вводить в оману «Пеллу» і відключає її привід. Після того, як Марко відмовляється здатися, Боббі запускає ядерну торпеду, щоб прикінчити «Пеллу», але Голден обеззброює її, коли бачить Філіпа на екрані. «Пелла» відлітає від імовірного удару. Філіп та Марко звинувачують один одного в невдачі. Марко звільняє Філіпа від обов'язків. В іншому місці Пояса Драммер та Вокер планують атакувати склади постачання Марко, і до них приєднуються нові сили. |            |                                     |              |                                         |                    |                                |                |                |
| 4 | 60         | «Redoubt» «Редут»                   | Аня Адамс    | Ден Новак                               | 31 грудня 2021     | Буде оголошено                 | Буде оголошено | Буде визначено |
| На похороні Ксана адмірал Дуарте, лідер поселення на Лаконії, втішає Кару історією про жертвопринесення. Паоло Кортасар повідомляє Дуарте, що знайшов спосіб активувати структуру протомолекули на орбіті. Вночі Кара викрадає тіло Ксана і йде до лісу. На Церері астероїдяни протестують проти присутності «внутрішняків», тоді як Об'єднаний флот розбирається з наслідками вибуху. На «Росінанті» Голден конфліктує з Амосом та Наомі, коли вони дізнаються, що він знешкодив торпеду, яка не змогла вбити «Пеллу». Однак Кларисса радить йому не засмучуватися — через те, що когось не вбив. На «Пеллі» Марко карає офіцерів за їхні втрати в бою. Його виконуючий справи Розенфельд заспокоює Марко та намагається помирити з Філіпом. Філіпу доручено допомагати Тадео, техніку з ремонту. Команда Драммер бере під свій контроль склад постачання Вільного флоту, але Хозеп при цьому втрачає руку. Драммер випускає загальносистемну передачу, в якій називає Марко Інароса боягузом. Коли команда «Пелли» бачить повідомлення Драммер, Філіп голосно заявляє, що вона — їхній ворог. І астероїдяни мають боротися з усіма, хто виступить проти них, оскільки шляху тепер немає. |            |                                     |              |                                         |                    |                                |                |                |
| 5 | 61         | «Why We Fight» «Чому ми боремося»   | Аня Адамс    | Деніел Абрагам; Тай Френк               | 7 січня 2022       | Буде оголошено                 | Буде оголошено | Буде визначено |
| На Лаконії Кара викликає дивних собак, щоб вони «полагодили» Ксана. Провівши ніч у лісі, вона знаходить Ксана живим, але з чорними, як смола очима. Ксан каже, що тепер для нього все виглядає по-іншому. На Кільці ударна група MCRN атакує станцію «Медіна», але знищується важкими лаконійськими рейкотроннами, які Вільний Флот розмістив на Кільцевій станції. На Церері об'єднані сили Марса та Землі не можуть домовитись про те, як реагувати. На «Пеллі» екіпаж святкує перемогу. Після того, як Тадео дізнається, що його брат загинув під час вибуху на Церері, він зізнається Філіпу, що був одним із тих, хто заклав бомби. «Росінант» перебуває на Церері для ремонту. Засмучений рішенням Голдена в битві з «Пеллою», Амос не впевнений, чи хоче він продовжувати битися разом із ним; Боббі переконує його залишитись зі своєю командою. Доктор Елві Окойє ділиться з Голденом і Наомі своїми думками про зникнення біля кільцевої брами. Драммер прибуває на Цереру із ресурсами зі складу Марко. У емоційній зустрічі Наомі переконує Драммер зустрітись із Авасаралою. Драммер та Авасарала укладають союз проти Марко. |            |                                     |              |                                         |                    |                                |                |                |
| 6 | 62         | «Babylon 's Ashes» «Попіл Вавилона» | Брейк Айснер | Деніел Абрагам; Тай Френк; Нарен Шанкар | 14 січня 2022      | Буде оголошено                 | Буде оголошено | Буде визначено |
| На Лаконії батьки Кари в прострації від реанімованого Ксана, і батько нападає на нього. Кара та Ксан тікають у ліс. Об'єднані флоти Землі, Марса та поясів під керунком Драммер перехоплюють сили Вільного Флоту, що прямують до Кільця, у кривавій, але безрезультатній битві. Замаскована «Пелла» завдає значних втрат кораблям астероїдян. Вокер жертвує собою, таранячи своїм кораблем «Пеллу» і значно пошкодивши її. Тим часом Голден і команда відправляють загін на поверхню Кільцевої станції, щоб захопити її рейкотрони. Але натомість змушені їх знищити. Наомі очолює план пробудження сутностей усередині Кільця в той момент, коли Вільний Флот досягне його. Сутності поглинають Марко та Вільний Флот, коли вони намагаються пройти. Філіп, однак, виживає, оскільки, розчарувавшись у Марко, таємно залишив «Пеллу» на шатлі. Після перемоги над Вільним флотом лідери Землі, Марса та Астероїдів формують незалежний Транспортний Союз, обираючи Голдена своїм президентом. Він погоджується за умови, що Драммер стане його віце-президентом. А потім негайно йде у відставку, залишивши Драммер головною. «Росінант» та його команда летять у невідомість. |            |                                     |              |                                         |                    |                                |                |                |